# Eupithecia guinardaria
Eupithecia guinardaria är en fjärilsart som beskrevs av Herrich-Schäffer 1847. Eupithecia guinardaria ingår i släktet Eupithecia och familjen mätare. Inga underarter finns listade i Catalogue of Life.